# Lepadella duvigneaudi
Lepadella duvigneaudi är en hjuldjursart som beskrevs av De Ridder 1969. Lepadella duvigneaudi ingår i släktet Lepadella och familjen Lepadellidae. Inga underarter finns listade i Catalogue of Life.